# Virtus
Virtus es una localidad española, de Castilla y León y la provincia de Burgos. Pertenece a la comarca de Las Merindades y es el tercer pueblo con más habitantes del Valle de Valdebezana, tras Soncillo y Cilleruelo de Bezana. Tiene el único castillo de la zona, y la única pirámide de España, ambos declarados como bienes de interés cultural, y además, se ubica en el Viejo Camino de Santiago.

## Toponimia
Su topónimo proviene del latín virtus; de modo que alude al concepto moral de la virtud. En España, 186 personas lo tienen por primer apellido, y 192 como segundo.

## Geografía física

### Ubicación
Está al pie del puerto del Escudo, corresponde a la parte norteña del municipio, y se encuentra a 85 km de Burgos.
| Noroeste: Corconte                | Norte: Sel del Manzano | Nordeste: Robredo de las Pueblas |
| Oeste: Herbosa y Embalse del Ebro |                        | Este: Quintanaentello            |
| Suroeste: Cilleruelo de Bezana    | Sur: Bezana            | Sureste: Montoto                 |

### Clima
El clima es oceánico continental, con una temperatura media anual de 11 °C, y está en una zona resguardada del viento. Las temperaturas extremas del poblado son -10 °C y 38 °C, mientras que la precipitación anual media ronda los 1100 mm, y pueden llegar a un máximo diario de 70 mm.

### Orografía
Se encuentra en plena cordillera Cantábrica, en una zona dominada por el Alto de la Maza (1165 m s.n.m), y acoge el vértice geodésico de Peña Plato (955 m s.n.m.).

### Hidrografía
Sus arroyos, que pertenecen a la cuenca del Ebro, son los siguientes: Gándara, Matorras, Praderas del Cuco, Puntillera, Regada y Salinas.

## Naturaleza

### Flora
Las zonas más escarpadas están repletas de robles, pinos y acebos, y en menor número, tienen hayas, manzanos, nogales y sauces. La flora incluye alguna planta de interés comestible y medicinal como la ortiga mayor y la manzanilla; además de helecho águila y yerba triguera.

### Fauna
Se puede avistar ciervos, jabalís, zorros, lobos, liebres y erizos; y numerosas especies de aves, tales como el ánade friso, el ánsar careto, el cárabo, el chorlito carambolo, la cigüeña, el cuervo, el flamenco, la gaviota cana y sombría, el esmerejón, la paloma, el pato colorado, el ratonero, el ruiseñor y el sisón.

### Geología
La morfología del suelo es arenisca albiense, e incluye zonas de coluviales, calizas, y arcillas sedimentarias del keuper.

### Zonas protegidas
Los alrededores del pantano son un Lugar de Importancia Comunitaria (LIC) y una Zona de Especial Protección para las Aves (ZEPA) de Castilla y León.

## Historia

### Prehistoria

#### Paleolítico
Los hallazgos más próximos son los de Ojo Guareña, un complejo kárstico situado a unos veinte kilómetros de aquí.

#### Neolítico
Destacan las pinturas rupestres del Abrigo del Perro en Santa Gadea de Alfoz, que son unas líneas rojas verticales dibujadas en la pared de una cueva de Cernolica (Una zona del monte Hijedo).

#### Edad de cobre
Se conoce el dolmen de Ahedo de las Pueblas, el crómlech de Robredo de las Pueblas y el sepulcro bajo roca del dolmen de Busnela, y todos se hallan en zonas remotas.

#### Edad de bronce
En Santa Gadea de Alfoz se halla la zona de Peñas Rotas: Una colección de dibujos zoomorfos simplificados, nubes de puntos y líneas (Incluyendo algunas en zigzag) en los que se emplea nuevas materias como el carbón y el ocre. En este periodo la zona comenzó a pertenecer al pueblo cántabro, una rama del pueblo celtíbero.

#### Edad de hierro
Tanto Herbosa como Santa Gadea de Alfoz tienen evidencias de presencia humana, las cuales son el Altar de Herbosa (Una roca con numerosas cazoletas dispuestas en cuadrícula) y los tres Jinetes de la Cernolica.

### Edad Antigua

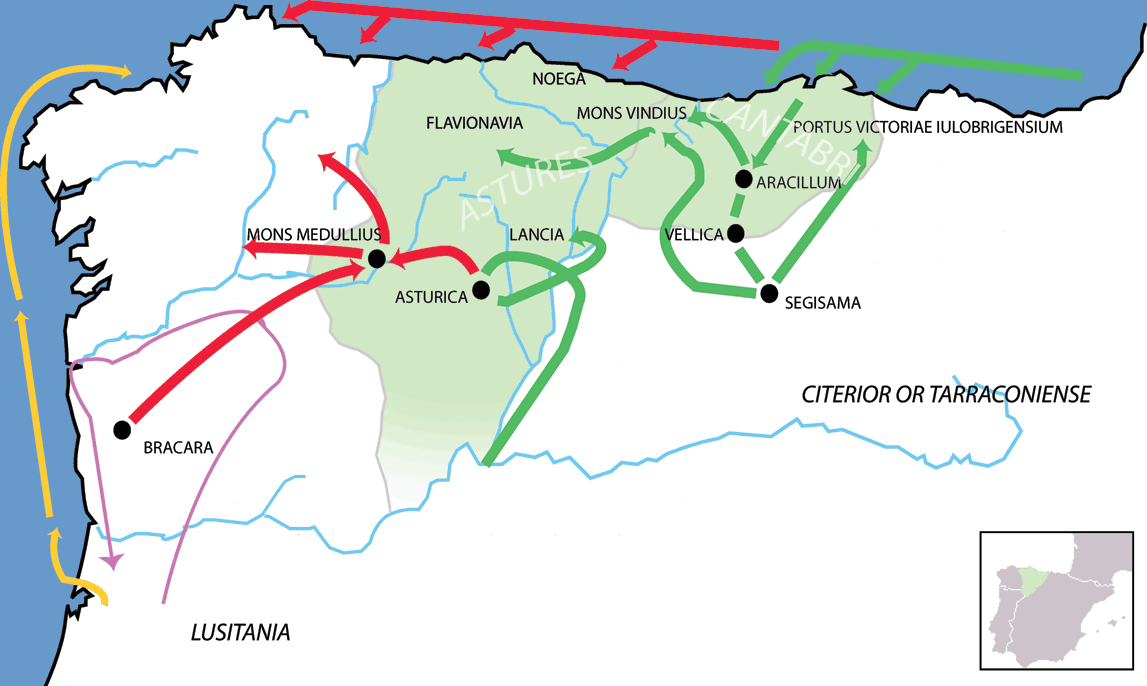
Últimas campañas romanas en la península ibérica

Algunos cántabros habían intervenido como mercenarios al servicio de Cartago contra Roma durante la segunda guerra púnica, de modo que no eran un pueblo desconocido para Roma. Los cántabros intentaron someter a los vecinos vacceos, turmogos y autrigones antes de que llegara el conflicto con la República romana, pero fracasaron.
Las guerras cántabras (29-19 a. C.) tuvieron un enfoque diferente para los contendientes: Mientras el pueblo cántabro trató de desarrollar una guerra de guerrillas, la República romana logró la victoria gracias a una guerra de montaña con el apoyo de fuerzas navales desde el norte.
Ese fue el último capítulo de la conquista romana de Hispania, seguida por un periodo de romanización: En esta época Julióbriga tuvo gran importancia. A nivel político, lo que ahora es Virtus perteneció a la provincia Tarraconense.

### Edad Media

Conquista omeya de Hispania

El declive del Imperio romano de Occidente permitió al pueblo visigodo hacerse con el control de la península ibérica, ya que Justiniano I trató de restablecer el Imperio romano con la campaña Recuperatio Imperii sin éxito. Después, como parte de la expansión musulmana, llegó la conquista omeya de Hispania, que solo dejó pequeños núcleos de resistencia cristiana, como el de Covadonga.
Desde ahí comenzó la Reconquista, con la que se realizó una repoblación, que entre muchos otros, dio lugar a los dos asentamientos de los que proviene Virtus: Estos se corresponden con los dos grupos conocidos de sepulcros altomedievales, que indican la existencia de dos parroquias situadas a una distancia patrón equivalente a 300 m.
La primera referencia escrita es un diploma del año 857, por el que el rey Ordoño I donó al obispo ovetense varios lugares "in territorio de Bertux". Por tanto, Virtus surgió en los primeros años del condado de Castilla, que perteneció sucesivamente a los reinos de Asturias, León y Pamplona, y en una época donde se temía la llegada de nuevas razias musulmanas, y los saqueos vikingos en la costa (Los cuales secuestrarían al rey García Íñiguez de Pamplona en 859).
Entre los siglos X y XII perteneció a la tenencia navarra de Arreba, primero como jurisdicción propia; y después subordinado a Bezana. Esta vez la situación comprometida se daba en Al-Ándalus porque los almorávides no estaban logrando impedir su colapso.
Durante el siglo XII comenzó la construcción de la iglesia de Santa María, seguida por la del castillo de los Porras, en el siglo XIV. En 1352, Vertux se mencionó en el Becerro de las Behetrías como solariego de Nuño Díaz de Haro, y en 1376 pasó al mayorazgo de Pedro Gómez de Porras.
En estas fechas los almorávides habían ralentizado la decadencia de Al-Ándalus, y el reino nazarí de Granada resistió de forma ejemplar durante un largo periodo de tiempo. Hubo unas condiciones meteorológicas especialmente propicias a nivel mundial conocidas como el período cálido medieval, pero también la tercera de las peores epidemias conocidas: La peste negra.
En lo que respecta a Virtus, se convirtió en un lugar de paso de una de las principales rutas de exportación de lana a Flandes: La que se enviaba desde Burgos a Santander. Además, la demanda aumentó al acabar la Guerra de los Cien Años (1337-1453) porque se prohibió la lana inglesa en el mercado flamenco.

### Edad Moderna
Resulta sencillo comprender que durante el periodo de mayor prosperidad del Imperio español se lograra que el castillo pasase de casa torre (Como las de Cidad de Valdeporres o La Costana) a recinto amurallado; y que la iglesia cambiara su tipología de nave simple a cruz latina. Todavía se conserva algunas casas de esta época, y las ruinas de lo que fue un molino de agua.
En Burgos, Salamanca y Valladolid se discutió sobre los nativos americanos, y fue imprescindible el papel de Francisco de Vitoria, Bartolomé de las Casas y Fernando Vázquez de Menchaca para lograr las Leyes de Burgos, unas de las más importantes de la historia del derecho por ser un precedente de los derechos humanos.

### Edad Contemporánea
Un evento destacado de la guerra de la Independencia Española fue la batalla de Espinosa de los Monteros en 1808, que fue un fracaso para España. Por otro lado, la desamortización de Mendizábal en 1835 dejó el Monasterio de Santa María de Rioseco en una situación de abandono que ha estado cerca de provocar su desaparición total.
Así era Virtus en el siglo XIX:

Virtus es una aldea de la provincia, audiencia territorial, capitanía general y diócesis de Burgos (17 leguas). Su partido judicial es el de Sedano (7 leguas) y su ayuntamiento el de Valdebezana (A media legua). Está en un terreno llano y húmedo, con una buena ventilación y un clima frío y saludable: Se padece catarros y pleuresías. Tiene veinticuatro casas, una escuela primaria, y una iglesia parroquial (Santa María) servida por un cura párroco. Su término linda al norte con Corconte, al este con Quintanaentello, al sur con Bezana y al oeste con Cilleruelo de Bezana. La zona es poco fértil, y tiene un monte de robles, un pequeño riachuelo y abundantes hierbas de pasto. Sus caminos son locales y produce cereales, legumbres y patatas. Cría ganado caballar y vacuno; y realiza la caza mayor y menor. Cuenta con una población de 21 vecinos, y un total de 96 almas. Su capital productivo es 118 200 reales y el imponible asciende a 12 339 reales.
Diccionario geográfico-estadístico-histórico de España y sus posesiones de Ultramar

La batalla del Ebro fue devastadora para el pueblo porque fue atacado por ambos bandos. Tras el conflicto, en el extremo norte del pueblo se edificó la Pirámide de los italianos; y a mediados del siglo XX, se construyó la torre del reloj.

## Geografía humana

### Demografía
Virtus tiene 63 habitantes, según refleja el INE para el año 2024.
| 2000 | 2004 | 2008 | 2012 | 2016 | 2020 | 2024 |
| ---- | ---- | ---- | ---- | ---- | ---- | ---- |
| 96   | 92   | 84   | 78   | 82   | 71   | 63   |

### Urbanismo
Dispone de plaza, torre del reloj, bolera tradicional cubierta, parque, instalaciones deportivas y dos miradores.

#### Arquitectura
Las viviendas suelen ser unifamiliares, de dos o tres plantas, y construidas de piedra. Si se decide pintar la fachada, se usa el color blanco o un color pastel. También acostumbran a tener un pequeño jardín en la misma parcela.

### Transporte y comunicaciones

#### Red viaria
| Identificador | Denominación         | Itinerario                                    |
| ------------- | -------------------- | --------------------------------------------- |
| N-232         | Carretera nacional   | Vinaroz a Las Cabañas                         |
| N-623         | Carretera nacional   | Burgos a Santander                            |
| CL-630        | Carretera autonómica | Corconte a La Paloma                          |
| BU-564        | Carretera provincial | Cilleruelo de Bezana a Soncillo               |
| BU-574        | Carretera provincial | Vegaloscorrales a La Paloma                   |
| BU-V-5791     | Carretera provincial | Virtus a La Estación de Soncillo              |
| BU-V-6425     | Carretera provincial | Cabañas de Virtus a Villamediana de San Román |

#### Ferrocarril

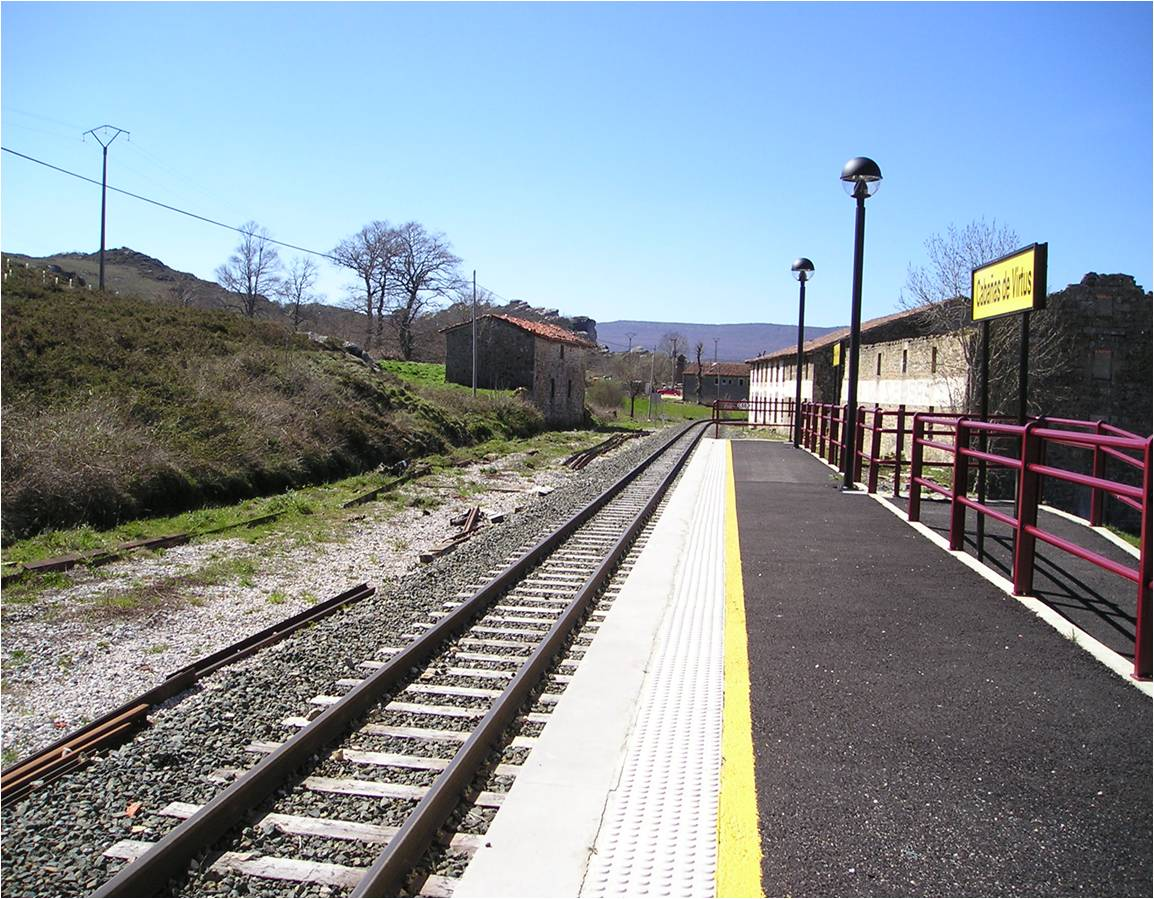
Apeadero de Cabañas de Virtus

El ferrocarril de La Robla tiene paradas en Cabañas de Virtus y La Estación de Soncillo.

#### Autobús
Hay rutas diarias de autobús a Soncillo, Cilleruelo de Bezana, Torrelavega, Santander, Burgos y Madrid.

#### Otros medios
El aeropuerto más cercano es el Aeropuerto Seve Ballesteros-Santander en Santander (Cantabria), a 65 km.

### Economía

#### Sector primario
La principal actividad económica, no solo del sector primario, es la ganadería extensiva de vacuno; fuertemente condicionada por la concentración parcelaria, el empleo de maquinaria agrícola, el bajo número de ganaderos, la desaparición de las explotaciones agrícolas, y el abandono de la venta de leche. La caza, la recolección, la apicultura o el aserrado con fines económicos se han abandonado.
Soncillo celebra ferias de caballo hispano-bretón, como las de San Lucas y San Marcos, y donde acuden ganaderos de Valdebezana y municipios cercanos como el Alfoz de Bricia, Campoo de Yuso, Luena, Valdeporres o Valderredible.

#### Sector secundario
El impacto de la producción de electricidad en la zona es innegable: Virtus alberga una subestación eléctrica del tramo entre Herrera de Pisuerga y Güeñes, con todos los tendidos eléctricos de alta tensión asociados, y también está cerca de varios parques eólicos. Asimismo, hay negocios de forja y embotellamiento de agua.

#### Sector terciario
La práctica totalidad servicios se dan en la época estival a cargo de pymes: Entre ellas destacan las de alquiler de motocicletas y equipo de kitesurf. Tienen un peso relativamente bajo e involucran a muy poca población.

#### Renta disponible
El Instituto Nacional de Estadística no ofrece datos para Virtus, pero sí a nivel municipal: La renta per cápita del Valle de Valdebezana en 2022 era 12 233 euros.

## Administración y política

### Administración local
El anterior alcalde fue Juan Carlos Díaz (PCAS-TC), si bien desde 2019 la alcaldesa es María del Carmen Díaz (PP). Por costumbre, se usa indistintamente Alcalde de Virtus o Presidente de la Junta Vecinal de Virtus.

### Administración judicial
Virtus, por ser parte del Valle de Valdebezana, pertenece al partido judicial de Villarcayo de Merindad de Castilla la Vieja.

## Cultura

### Patrimonio

#### Balneario de Corconte

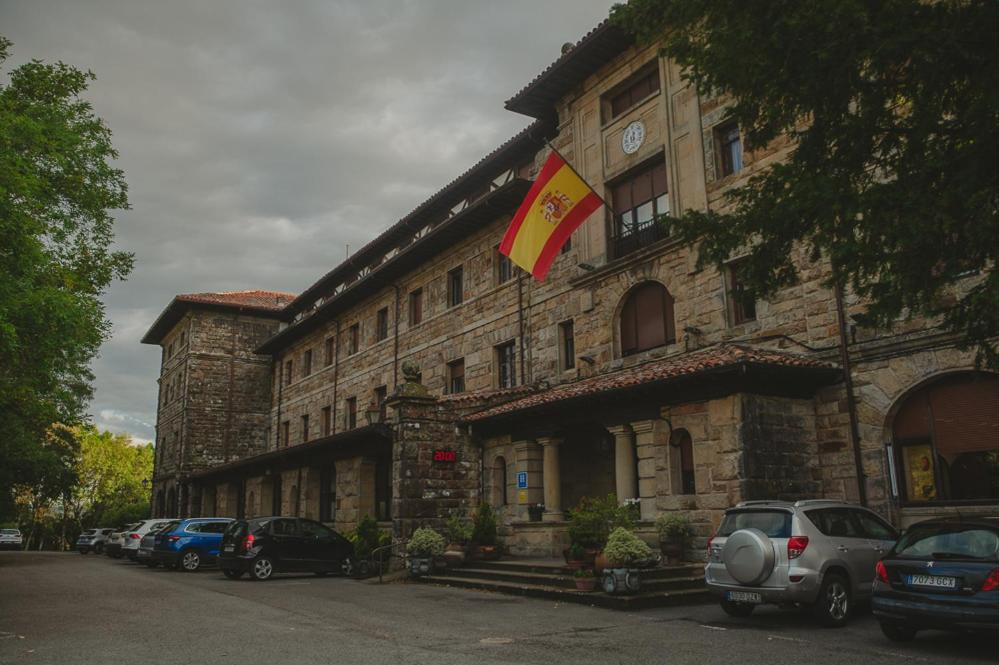
Balneario de Corconte

Se trata de un palacete de estilo románico-montañés construido en piedra de sillería, proyectado por el arquitecto Lavín del Noval, uno de los representantes de la escuela ecléctico-regionalista montañesa. Se construyó en 1890 y pasó a ser propiedad de la familia santanderina de los Correa en 1903. Durante la guerra civil española fue uno de los parajes más disputados del Frente del Norte.

#### Castillo de los Porras

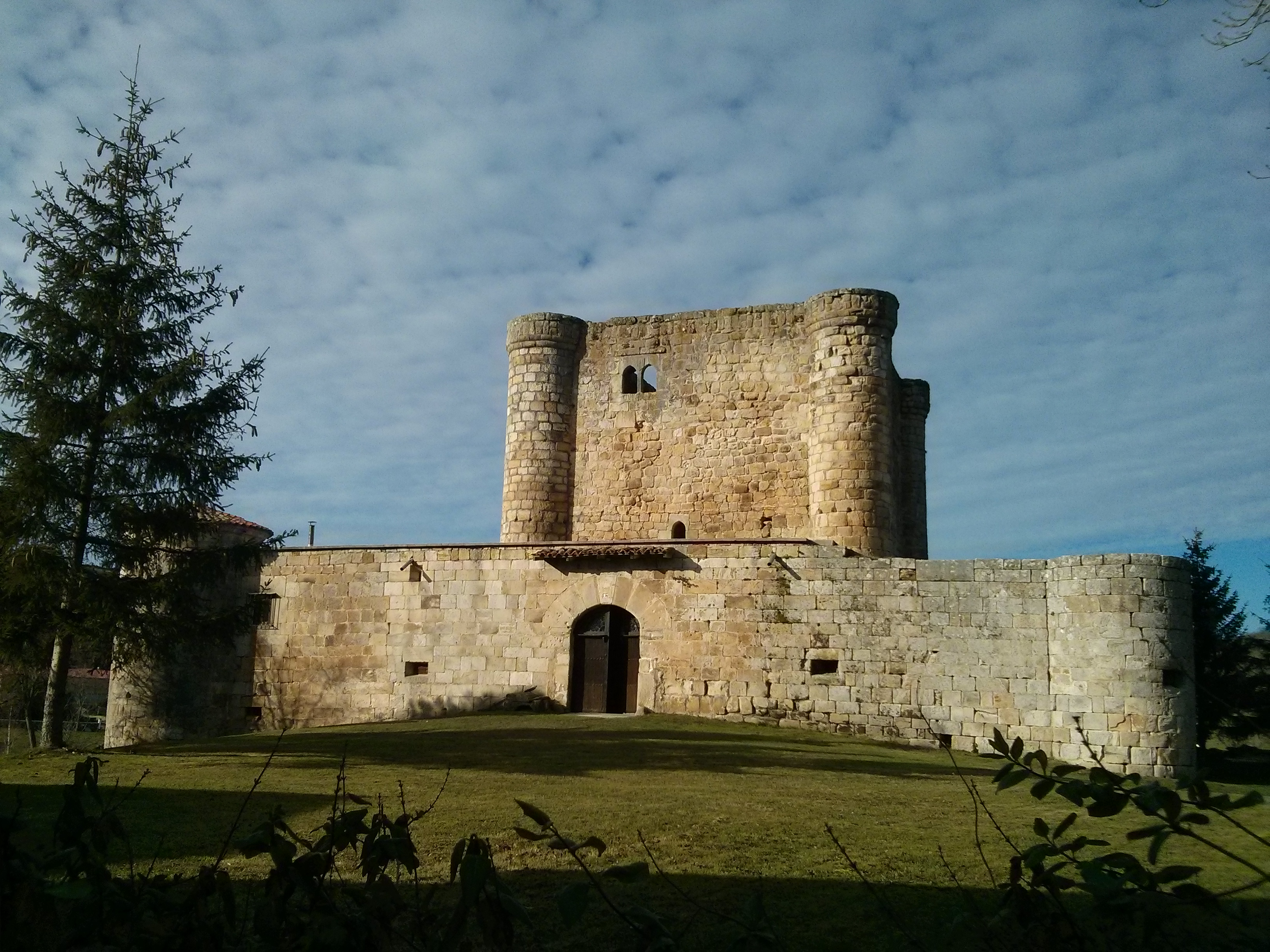
Castillo de los Porras

Es una edificación de estilo gótico que se comenzó a erigir a finales del siglo XIV, con sillarejo de piedra arenisca. La torre del homenaje, con planta cuadrada, tres alturas, torreones cilíndricos adosados en las esquinas, y ventanas geminadas, está rodeada por un recinto amurallado al que se accede a través de un arco carpanel. Esta barbacana defensiva, de comienzos del siglo XVI, se hizo con sillares de arenisca.

#### Iglesia de Santa María la Mayor

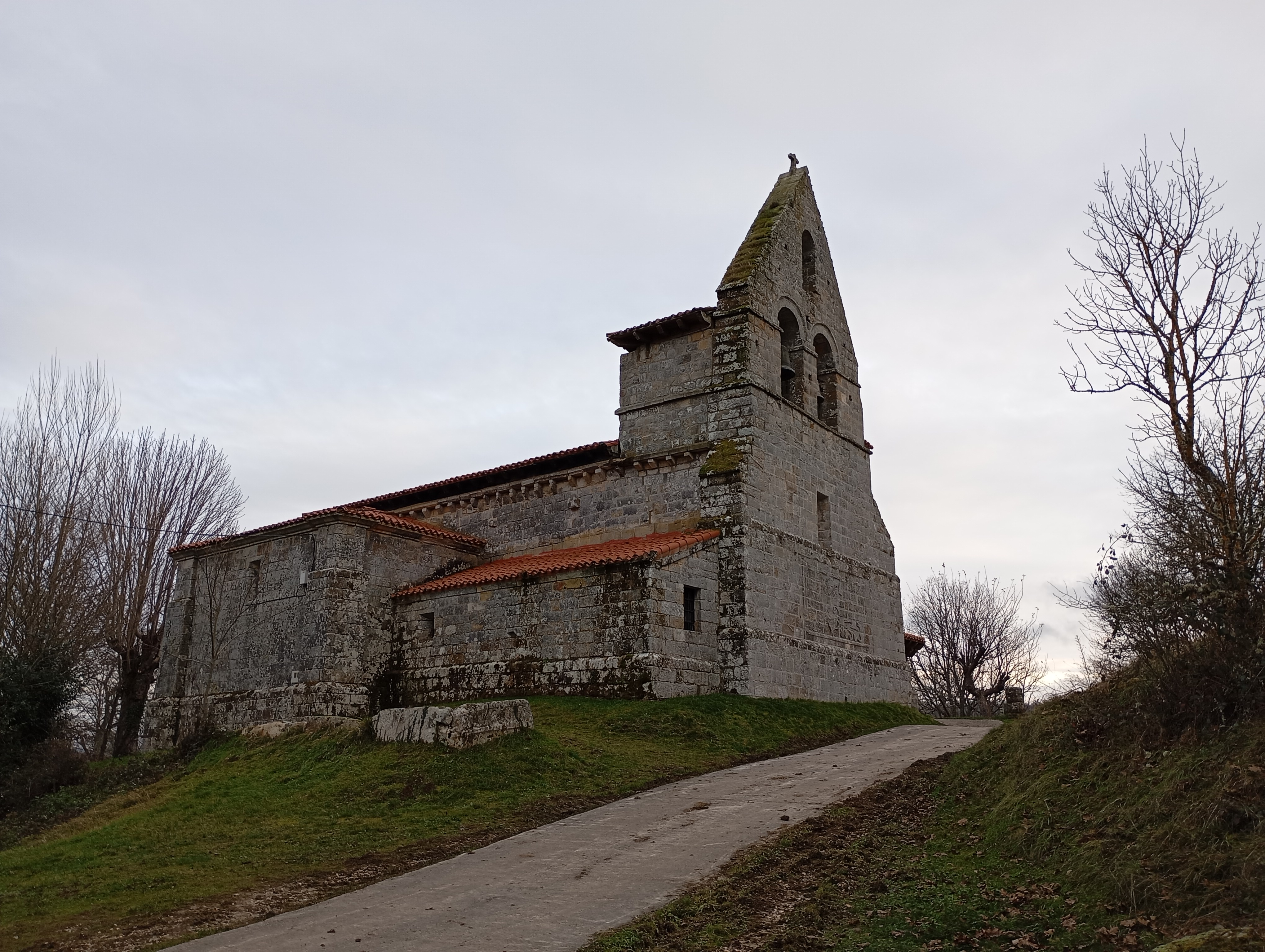
Iglesia de Santa María

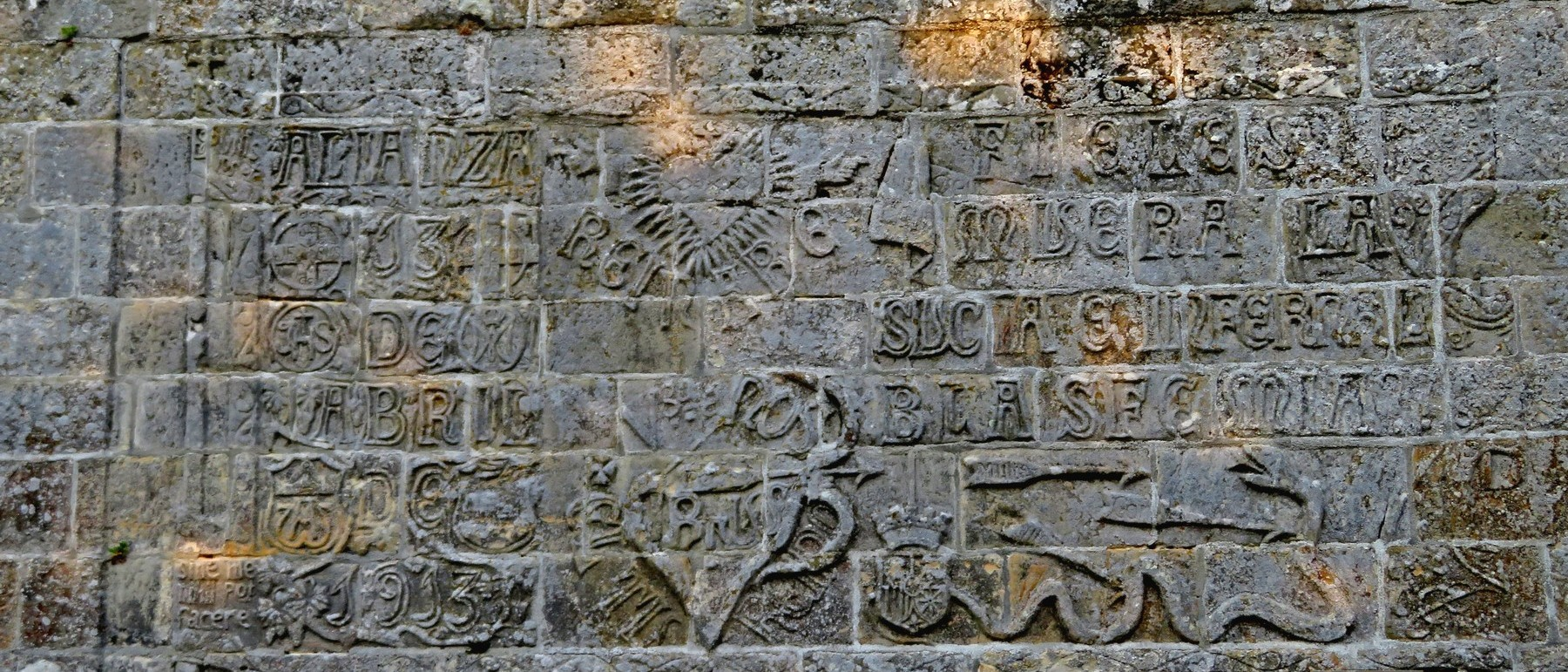
Grabado en piedra en la iglesia

Su planteamiento tuvo varias etapas, aunque la mayor parte de su fábrica es de época románica, del siglo XII. La planta original es rectangular, con una sola nave, cabecera semicircular al este y espadaña a los pies, realizada con sillar y sillarejo muy regular de piedra arenisca y contrafuertes en las esquinas. La nave y la cabecera están coronados con un alero moldurado bajo el que se dispone una serie de canecillos lisos y decorados con motivos animales, humanos y vegetales.
El ábside presenta una ventana central abocinada, con una arquivolta, rematada por un bocel en forma de soga, quizá de procedencia visigoda o asturiana, apoyado en dos columnas con basa y capiteles decorados, estos con motivo vegetal de retícula y leones enfrentados. Actualmente la planta es de cruz latina, porque le adosaron dos capillas laterales en las reformas de los siglos XVI y XVII.
La sacristía está adosada al muro norte, entre la cabecera y una de las capillas. La espadaña, con un frontón triangular, tiene dos vanos de medio punto, rematados con molduras. El interior tiene cubierta estrellada en la nave, arco triunfal de medio punto y bóveda de horno en el ábside.

#### Pirámide de los italianos

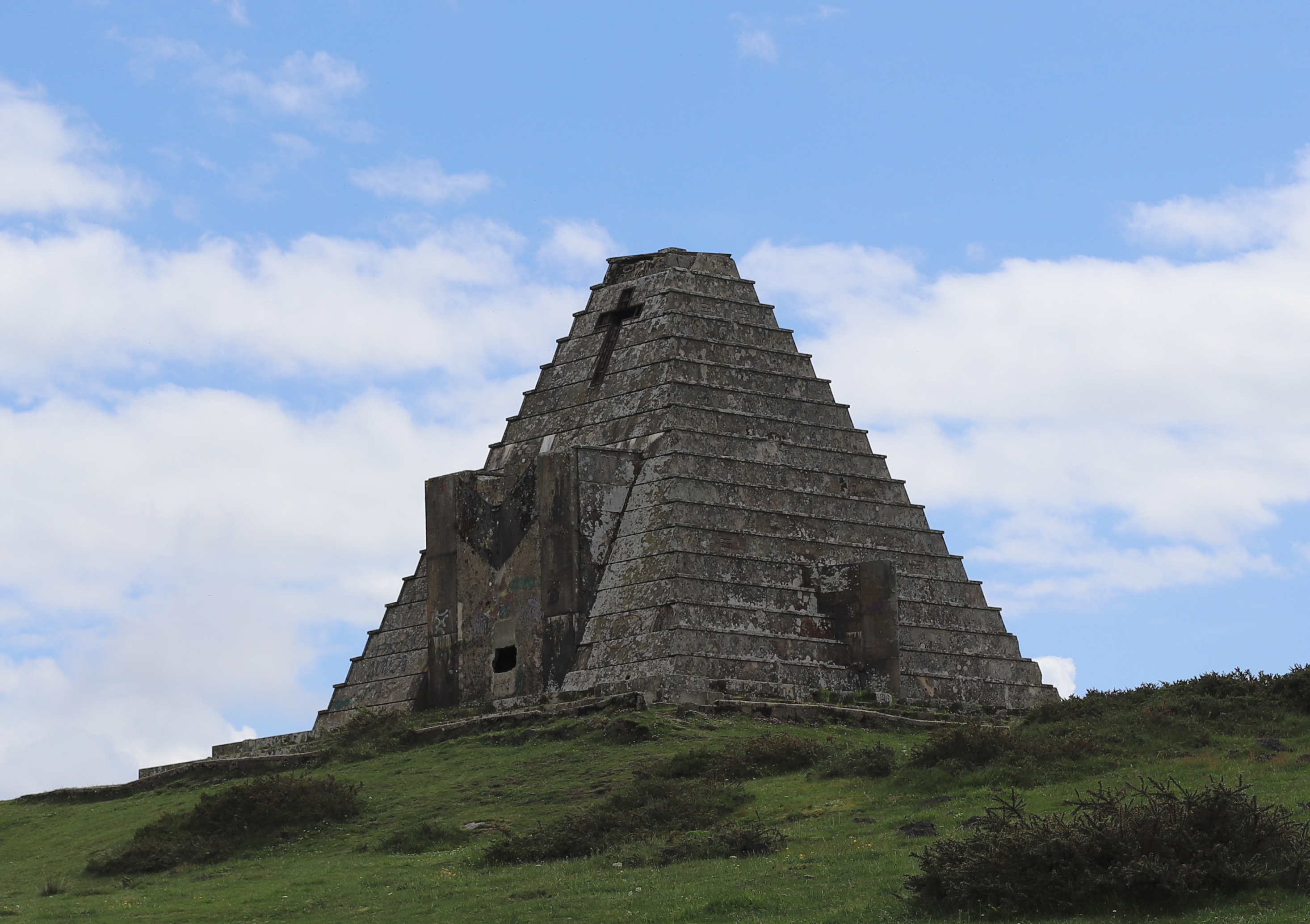
Pirámide de los italianos

El santuario, construido entre 1938 y 1939, se destinó a inhumar los restos de los soldados italianos fallecidos durante la guerra civil en la batalla del Escudo. La construcción piramidal de 20 m de altura, proyectada por el arquitecto Attilio Radic y realizada en cemento forrado con placas calizas por el capellán militar Pietro di Varzi, pertenece al racionalismo arquitectónico imperante en la arquitectura de entreguerras.

### Actividades culturales
En los meses de julio y agosto suele haber charlas, talleres y sesiones de cine.

### Deportes
Se juega una modalidad de bolos típica de la comarca de Las Merindades, la cual se conoce como bolos tres tablones.

### Patrimonio inmaterial

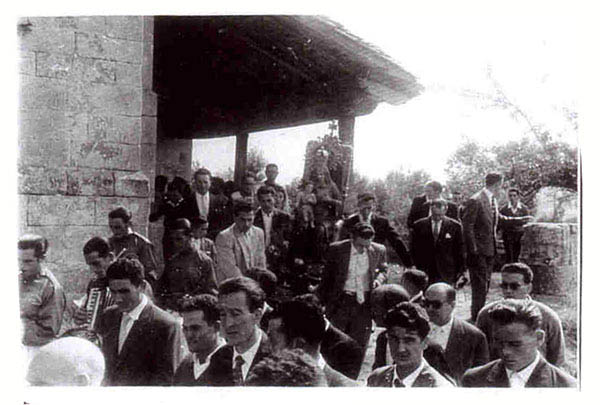
Procesión en 1958

El segundo domingo de septiembre se celebra la festividad de la Natividad de Nuestra Señora.

### Gastronomía
La gastronomía típica de Virtus deriva de los alimentos locales: Carne, cereales, hortalizas, huevos, leche y verduras, dando como resultado preparados como el hornazo, la morcilla o la tortilla española. La dieta estaba condicionada por la lejanía al mar, actividades tradicionales como la matanza del cerdo, y avances tecnológicos como el ferrocarril, el cual motivó la aparición de las ollas ferroviarias.

### Medios de comunicación
Prensa
El principal periódico de la comarca es Crónica de las Merindades, el cual tiene una tirada mensual, es gratuito, y se puede leer en papel o en formato digital.
Radio
Las cadenas de radio propias de esta zona son Radio Espinosa Merindades, radicada en Espinosa de los Monteros; y Radio Valdivielso, que se emite desde Quintana de Valdivielso.
Televisión
Además de los canales principales, se puede ver La 7 y La 8.

## En las artes y la cultura popular
- Mi querida bicicleta (1988) de Miguel Delibes, es un cuento ambientado en la primera mitad del siglo XX, cuya trama se desarrolla mayormente en el Besaya, Sedano y Valladolid, lugares profusamente conocidos por el autor. En ella, también menciona explícitamente Cabañas de Virtus como una ubicación secundaria, en el marco de unas rutas entre el Besaya y Sedano.